# Municipio de Springdale (Arkansas)
El municipio de Springdale (en inglés: Springdale Township) es un municipio ubicado en el condado de Washington en el estado estadounidense de Arkansas. En el año 2010 tenía una población de 66328 habitantes y una densidad poblacional de 511,56 personas por km².

## Geografía
El municipio de Springdale se encuentra ubicado en las coordenadas 36°10′26″N 94°6′25″O / 36.17389, -94.10694. Según la Oficina del Censo de los Estados Unidos, el municipio tiene una superficie total de 129.66 km², de la cual 127.1 km² corresponden a tierra firme y (1.97%) 2.55 km² es agua.

## Demografía
Según el censo de 2010, había 66328 personas residiendo en el municipio de Springdale. La densidad de población era de 511,56 hab./km². De los 66328 habitantes, el municipio de Springdale estaba compuesto por el 64.24% blancos, el 1.71% eran afroamericanos, el 0.99% eran amerindios, el 1.85% eran asiáticos, el 5.87% eran isleños del Pacífico, el 22.41% eran de otras razas y el 2.93% pertenecían a dos o más razas. Del total de la población el 36% eran hispanos o latinos de cualquier raza.